# Psectrosema xinjiangense
Psectrosema xinjiangense är en tvåvingeart som beskrevs av Bu och Zheng 1991. Psectrosema xinjiangense ingår i släktet Psectrosema och familjen gallmyggor. Inga underarter finns listade i Catalogue of Life.